# Benjamin Bara
Benjamin Bara (* 12. Mai 1989 in Essen, Nordrhein-Westfalen) ist ein deutscher Schauspieler.

## Leben
Benjamin Bara wurde als Sohn einer Friseurin und eines Versicherungskaufmanns geboren. Er wuchs zusammen mit drei Geschwistern im Essener Stadtteil Freisenbruch auf. Nach der Grundschule besuchte er die Franz-Dinnendahl-Realschule, die Bara schließlich 2005 mit der Mittleren Reife verließ. In der Schule engagierte er sich in verschiedenen Theatergruppen und bekam privaten Musikunterricht.
Im September 2005 begann er eine Ausbildung bei der Essener Stadtverwaltung, die er im August 2008 erfolgreich abschloss. Während seiner Ausbildungszeit nahm er Gesangsunterricht an der Folkwang-Musikschule Essen. Im Rahmen seiner Tätigkeit als Verkehrsaufseher, vertrat er das Ordnungsamt Essen in der Doku-Fernsehserie Recht und Ordnung.
Weitere Erfahrungen vor der Kamera sammelte er zunächst als Komparse, Statist und Kleindarsteller, u. a. bei Ladykracher mit Anke Engelke. Nach dem Durchlaufen diverser Castings bei Produktionsfirmen wie Constantin Entertainment, Filmpool und Norddeich TV, folgten zahlreiche Auftritte in Laienformaten. Bara nahm ab Juni 2010 privaten Schauspielunterricht bei Absolventen der Zürcher Hochschule der Künste und der Hochschule für Schauspielkunst „Ernst Busch“ Berlin. Mittlerweile wirkte er in zahlreichen Fernsehproduktionen mit. 2011 ist er im Musikvideo zu Let Me Sing von Christian Durstewitz zu sehen. Zusammen mit Unser Star für Baku-Teilnehmerin, Leonie Burgmer, gehörte Bara in der Spielzeit 2010/2011 zum Jugendensemble des Schauspielhauses Essen.
Bara war das Werbegesicht der Kampagne „Stars of America 2011“ des Milliarden Konzerns McDonald’s.

## Filmografie
Fernsehen
- 2009: Recht und Ordnung
- 2010: Der nächste Gegner ist immer der Teuerste (Dokumentarfilm, WDR)
- 2011: Alarm für Cobra 11 – Die Autobahnpolizei (Episode: Und Action!)
- 2011: Let Me Sing (Musikvideo)
- 2011: Tatort: Altes Eisen
- 2011: Aktenzeichen XY … ungelöst (Episode: Trier-Tritt)
- 2012: Aktenzeichen XY … ungelöst (Episode: Blockhaus)
- 2015: Aktenzeichen XY … ungelöst (Episode: Cool-Boys)

Kino
- 2011: Vorstadtkrokodile 3